# Shohei Tochimoto
Shohei Tochimoto (Japans: 栃本 翔平, Tochimoto Shōhei) (Sapporo, 21 december 1989) is een Japanse schansspringer.

## Carrière
Tochimoto maakte in maart 2006 in Sapporo zijn wereldbekerdebuut. Op de wereldkampioenschappen schansspringen 2007 in Sapporo eindigde de Japanner als zestiende op de grote schans, in de landenwedstrijd legde hij samen met Takanobu Okabe, Daiki Ito en Noriaki Kasai beslag op de bronzen medaille. In december 2007 scoorde Tochimoto in Villach zijn eerste wereldbekerpunten. Op de wereldkampioenschappen skivliegen 2008 in Oberstdorf eindigde de Japanner op de vijfentwintigste plaats, samen met Daiki Ito, Noriaki Kasai en Taku Takeuchi eindigde hij als zevende in de landenwedstrijd. In Liberec nam Tochimoto deel aan de wereldkampioenschappen schansspringen 2009, op dit toernooi eindigde hij als vierendertigste op de grote schans. Samen met Takanobu Okabe, Daiki Ito en Noriaki Kasai sleepte hij de bronzen medaille in de wacht in de landenwedstrijd. In november 2009 behaalde de Japanner in Kuusamo zijn eerste toptienklassering in een wereldbekerwedstrijd.

## Resultaten

### Olympische Winterspelen
| Jaar | Plaats    | Resultaten                                   |
| ---- | --------- | -------------------------------------------- |
| 2010 | Vancouver | 37e HS106 45e HS140 5e landenwedstrijd HS140 |

### Wereldkampioenschappen schansspringen
| Jaar | Plaats  | Resultaten             |
| ---- | ------- | ---------------------- |
| 2007 | Sapporo | 16e HS134 · Team HS134 |
| 2009 | Liberec | 34e HS134 · Team HS134 |
| 2011 | Oslo    | 31e HS106              |

### Wereldkampioenschappen skivliegen
| Jaar | Plaats     | Resultaten              |
| ---- | ---------- | ----------------------- |
| 2008 | Oberstdorf | 25e HS213 7e Team HS213 |
| 2012 | Vikersund  | 39e HS225 5e Team HS225 |
| 2014 | Harrachov  | 32e HS205               |

### Wereldbeker
Eindklasseringen
| Seizoen   | Algm | SV  | 4S  | NT  |
| --------- | ---- | --- | --- | --- |
| 2007/2008 | 35e  | -   | 27e | 17e |
| 2008/2009 | 35e  | 51e | 34e | 29e |
| 2009/2010 | 32e  | -   | 51e | 48e |
| 2010/2011 | 28e  | 33e | 39e |     |
| 2011/2012 | 57e  | 48e | -   |     |
| 2013/2014 | 79e  | -   | -   |     |
| 2014/2015 | 46e  | 34e | -   |     |
| 2015/2016 | 55e  | 33e | 37e |     |
| 2019/2020 | 73e  | -   | -   |     |